# Somatosensorischer Cortex

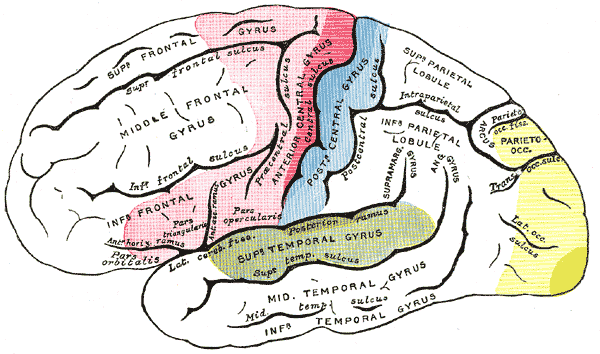
Funktionelle Organisation der Großhirnrinde
Aufsicht auf die linke Hemisphäre von der Seite
Primär-motorisches Areal
Prä/Supplementär-motorische Areale
Primär-sensible Areale
Sensible Assoziationsareale
Hörfelder
Sehfelder

Homunkulus

Der somatosensorische oder somatosensible Cortex (altgriechisch σώμα soma, deutsch ‚Körper‘; lateinisch sensorius ‚der Empfindung dienend‘, sensibilis ‚empfindungsfähig‘, cortex ‚Rinde‘) ist der umschriebene Anteil der Großhirnrinde, der der zentralen Verarbeitung der haptischen Wahrnehmung dient. Die Informationen stammen entweder aus Rezeptoren der Haut, die dort vielfältige Umweltreize aufnehmen (Exterozeption), oder ermöglichen durch Rezeptoren im Inneren des Körpers seine Eigenwahrnehmung (Propriozeption). Im somatosensorischen Cortex verarbeitete Sinnesmodalitäten sind Berührung, Druck, Vibration und Temperatur, zum Teil gilt das auch für Schmerzempfindungen.
Jedoch werden nicht alle mechanischen und physikalischen Reize hier umgesetzt, bereits auf der Ebene des Rückenmarks gibt es neuronale Schaltkreise, die ohne Zutun des Gehirns einfache (in der Regel Flucht-)Bewegungen auslösen: die Reflexe.
Der somatosensorische Cortex gehört nach funktioneller Betrachtung zum Neolemniscus und ist sein Endpunkt.

## Einteilung und Lage
Er unterteilt sich in die primär-sensiblen Areale (S1, Brodmann-Areale Area 1, 2 und 3, später erfolgte noch eine Unterteilung in 3a und 3b) und die sekundär-sensiblen oder sensiblen Assoziationsareale (S2, entsprechend Areale 40 und 43). Der überwiegende Teil des primär-sensiblen Cortex liegt beim Menschen auf dem Gyrus postcentralis, der ersten Hirnwindung hinter der Zentralfurche. Die sekundären Felder schließen sich nach hinten (posterior) und unten (ventral, S2) an.

## Aufbau
Der somatosensorische Cortex gehört zum sechsschichtigen Isocortex. Histologisch auffällig ist die betonte innere Körnerzellschicht, die insbesondere in der Area 3b deutlich ausgeprägt ist, so dass man bei Letzterer auch von Koniocortex spricht. Besonders der primär-sensible Kortex ist – wie auch die unmittelbar benachbarte primär-motorische Rinde – streng somatotop aufgebaut. Das bedeutet, dass benachbarte Zonen des Körpers auch hier nebeneinander liegen. So entsteht eine (allerdings entsprechend der jeweiligen Wichtung verzerrte) Abbildung des Körpers auf der Hirnrinde, der sogenannte Homunculus. Die Repräsentationen von Hand, Fingern, Gesicht und Lippen sind besonders ausgedehnt. Wahrscheinlich existiert für jedes der vier Areale von S1 und der Unterareale von S2 eine separate Somatotopie, welche sich aber teilweise unscharf darstellt, gelegentlich sogar mit doppelter Repräsentation von Körperteilen (z. B. der Hand in Area 2).

## Neuronale Verbindungen

Querschnitt des Rückenmarks

Die Afferenzen (Eingänge) des Somatosensorischen Cortex stammen letztlich aus verschiedenen Sinnenzellen oder -organen, die über den gesamten Körper in unterschiedlicher Dichte verteilt sind. Die afferenten Bahnen werden mehrfach synaptisch umgeschaltet: von der eigentlichen Sinneszelle auf pseudounipolare Nervenzellen, deren Zellsomata in den Spinal-Ganglien der Hinterwurzel liegen, in den Hinterstrangkernen auf das zweite und im Thalamus schließlich auf das dritte Neuron. Für die Sensibilität des Gesichtes verläuft die Bahn in analoger Weise über den fünften Hirnnerven (Nervus trigeminus), wird im Ganglion Gasseri das erste und im Trigeminuskern im Hirnstamm das zweite Mal umgeschaltet und erreicht ebenfalls den Thalamus. Diese zentropetale Bahn wird in ihrer Gesamtheit – der Sensorische Cortex inbegriffen – als Lemniskales System bezeichnet. Ein zweites, grundlegend anders aufgebautes System der sensiblen Erregungsleitung ist der Tractus spinothalamicus, der aber nur zu einem sehr geringen Teil den Thalamus und damit die Großhirnrinde erreicht.
Efferenzen (Ausgänge) aus dem Somatosensorischen Cortex erreichen vor allem assoziative Areale derselben (ipsilateralen) und über das Corpus callosum der anderen (contralateralen) Hemisphäre des Großhirns. Weitere Bahnen gelangen zurück in den Thalamus, über den Pons ins Kleinhirn, in die Basalganglien und ins Rückenmark. Daneben gibt es auch Fasern, die zur Pyramidenbahn beitragen.